# 西西伯利亚铁路局
西西伯利亚铁路局（俄語：Западно-Сибирская железная дорога，羅馬化：Zapadno-Sibirskaya zheleznaya doroga，简称）是俄罗斯铁路股份公司属下的铁路管理局之一，总部设于新西伯利亚，主要负责管辖俄罗斯联邦鄂木斯克州、新西伯利亚州、克麦罗沃州、托木斯克州、阿尔泰边疆区的大部分铁路，并有部分区段经由哈萨克斯坦境内通过，铁路营业里程为6000公里。西西伯利亚铁路局相邻克拉斯诺亚尔斯克铁路局、斯维尔德洛夫斯克铁路局及南乌拉尔铁路局，并与西南方的哈萨克斯坦铁路相接。